# 아빠의 이름은
"아빠의 이름은"는 한국에서 제작된 박윤교 감독의 1973년 영화이다. 김진규 등이 주연으로 출연하였고 김화식 등이 제작에 참여하였다.

## 출연
- 김진규
- 박지영
- 태현실